# Активный потребитель
Активный потребитель — потребитель, вовлечённый в процесс улучшения и производства продукта. Продукт или контент, произведённый потребителем называется пользовательским контентом. Википедия также является сборником пользовательского контента.

## Виды потребителей
Американский исследователь Джош Бернофф создал классификацию потребителей. Он разделил их на 6 типов:
- Создатели (creators): непосредственно создают контент;
- Критики (critics): реагируют на контент в виде обзоров, комментариев и т. д.;
- Коллекционеры (collectores): собирают и упорядочивают контент с помощью RSS, тэгов, списков, голосований и т. д.;
- Участники (joiners): собираются вокруг социальных сообществ;
- Наблюдатели (spectators): потребляют контент, но высказывают о нём собственное мнение публично;
- Неактивные (inactives): не создают и не потребляют контент.

Активный потребитель относится к типу создателей и критиков одновременно. Он не только реагирует на контент, но и создает его вместе с производителем. В разных сферах это проявляется по-разному. Например, в электроэнергетике активным потребителем называют того, кто не только потребляет электроэнергию, но и производит ее, а также участвует в программах управления спросом. Это является одним из методов экономии электроэнергии.

## Активный потребитель в творческих индустриях
В творческих индустриях активный потребитель сейчас проявляется ярче всего. Творческие индустрии — «это не обычная сфера экономики, к культурным и креативным индустриям относятся театральные и изобразительные виды искусства, кинематограф, телевидение и радио, музыка, издательское дело, компьютерные игры, новые медиа, архитектура, дизайн, мода и реклама». Самой главной особенностью является ориентированность на аудиторию. Контент и его актуальность напрямую зависит от вкусов, стиля жизни, моды. Кроме того, контент — это продукт «скоропортящийся», который одновременно и общественное благо, и интеллектуальная собственность конкретного автора.
С появлением Интернета увеличилась скорость потребления информации. Человек обрёл право свободно искать все, что ему нужно. Благодаря Интернету аудитория получила возможность сразу же давать свою оценку продукту, так начала развиваться система комментирования, обратной связи, рецензий и пользовательских рейтингов, которые довольно быстро завоевали свою нишу и даже стали вытеснять из нее профессионалов, что в дальнейшем привело к уменьшению роли экспертов и критиков. Например, для медиаиндустрии цифровизация стала возможностью по-новому доставлять узконаправленный контент, который раньше просто не доходил до магазинов, потому что спрос на него был слишком низок и не окупал издержек. Но теперь на так называемый «long tail» приходится около 20-30 % продаж, и всё благодаря свободе выбора потребителя. Вместо диктата со стороны медиа-индустрии, что и когда приобретать, сейчас у потребителя есть свободный доступ к отдельным медиа-продуктам.
Кроме того, активный потребитель стал сам производить продукт. Теперь делать это стало намного проще, потому что для этого появилась множество новых платформ. Любой может завести свой блог, начать снимать видео, записывать музыку или писать книги и у него практически сразу появится какая-то аудитория в Интернете. Больше не нужно издательство, продюсер, лейбл, киностудия или редактор — все эти функции может выполнять активный потребитель. С появлением Facebook в 2004 и YouTube в 2005 каждый пользователь смог размещать видео, тексты и картинки абсолютно бесплатно. Есть множество примеров, когда люди пользовались этими площадками, выкладывали на них какой-то продукт и становились известными. Например, мама певца Джастина Бибера начала выкладывать видео с пением своего сына на YouTube, где его заметили продюсеры и предложили ему контракт. Игрок в американский футбол Ховард Ругланд, по кличке Kickalicious, попал в состав Детройтских львов после того, как видео с его ударами стало вирусным и его заметили спортивные агенты. Комик Бо Бёрнэм также стал известен благодаря своим роликам на YouTube. Сейчас он режиссирует фильмы, выпускает книги и пишет сценарии.
Некоторые используют Интернет как стартовую площадку для своей карьеры, но есть и те, кто строит всю свою карьеру на базе разных Интернет-платформ. Блогеры сейчас зарабатывают миллионы долларов и превращают свои небольшие блоги в полноценные СМИ, которые начинают активно производить разнообразный контент. YouTube стал идеальной площадкой для таких блогеров. Благодаря монетизации и рекламным интеграциям YouTube-блогеры стали зарабатывать миллионы долларов в год, производя в основном развлекательное наполнение для других пользователей.
СМИ, компаниям и брендам, которые существовали на рынке задолго до появления Интернета, пришлось подстраиваться под новые правила. Сейчас пользовательский контент необходим для того, чтобы лучше продвигать свои товары. 48 % профессиональных маркетологов считают, что пользовательский контент помогать «очеловечить» их рекламу. Люди перестали верить в рекламу в её чистом виде, им нужно мнение другого человека об услуге или товаре. 66 % пользователей доверяют отзывам и рекомендациям других людей, которые они оставили на сайтах. Если маркетологи хотят, чтобы их товар покупали или услугами пользовались, то они вынуждены создавать на своем сайте площадку для генерирования пользовательского продукта. Иначе они упустят множество клиентов и потеряют доверие уже существующих.
Медиапотребление перестало быть пассивным процессом восприятия. Теперь это «активная социальная практика по переработке символического материала, которая напрямую связана с технологической компетенцией, социальными характеристиками и интерпретационной деятельностью потребителя, а также социально-историческим контекстом».